# Pacto de Concórdia
Pacto de Concórdia é o grande acordo que rege as relações entre as equipes de Fórmula 1, a FOM e a FIA para viabilizar a categoria. Foi criado diante da ameaça de haver uma categoria que rivalizasse com a Fórmula 1.
O Pacto envolve aspectos esportivos e comerciais. Dá as bases do regulamento da F1 - ou como deve ser formulado o regulamento -, estipula exigências de presença das equipes em todas as corridas, número de corridas por ano, número mínimo de carros etc. Fixa as regras para divisão do dinheiro da categoria.
O Pacto da Concórdia foi assinado pela primeira vez em 1981 depois de uma crise que quase rachou a F1. Vem sendo renovado desde então. 